# 7P/Pons-Winnecke
7P/Pons-Winnecke – kometa krótkookresowa należąca do rodziny komet Jowisza.

## Odkrycie
7P/Pons-Winnecke odkryta została 12 czerwca 1819 roku przez Jeana Louisa Ponsa w obserwatorium w Marsylii. Ponownie odkryta przez pracującego w Bonn, niemieckiego astronoma Augusta Winnecke 9 marca 1858 roku.

## Orbita i właściwości fizyczne
7P/Pons-Winnecke porusza się po orbicie o mimośrodzie 0,64. Odległość jej peryhelium od Słońca to 1,24 j.a., aphelium zaś 5,60 j.a. Na jeden obieg wokół Słońca ciało to potrzebuje 6,32 roku.
Ta należąca do rodziny Jowisza kometa ma średnicę ok. 5,2 km.
Od czasu odkrycia komety obserwowano już ponad 20 jej powrotów w pobliże Słońca.